# Nietbrille
Diese Seite behandelt die faltbaren Brillen (Nietbrille, Gelenkbrille, Scherenbrille) von der Entstehung der Brille um 1285 bis zum Beginn des 19. Jh.
Die Nietbrille (auch Nagelbrille) ist erstmals Mitte des 14. Jh. in einem Bild dargestellt. Historiker datieren die Erfindung der Nietbrille etwas früher auf die Zeit zwischen 1285 und 1289. Diese ersten Brillen entstanden durch Handwerker oder Mönche in Italien. Es war die erste Sehhilfe mit zwei Gläsern, für das rechte und linke Auge und hatte in dieser Form über 150 Jahre Bestand. Die Nietbrille war aus zwei gestielten Eingläsern zusammengesetzt und durch einen Niet, mit Scharnierfunktion, am Ende der kurzen Stiele verbunden.
Die Nietbrille wurde mit der Hand vor die Augen gehalten. Je nach Schwergängigkeit des Scharnieres konnte man sie auch auf die Nase geklemmt tragen. Die Nietbrillen waren aus Holz (Funde ausschließlich in Deutschland), Tierknochen (Funde in: Schweden, Italien, Niederland, Belgien und besonders viele in Großbritannien) und Horn (3 Funde, Herkunft unklar). Aufgrund diverser erhaltener Schriftstücke (Inventarlisten, Testamente), aus der Zeit der Nietbrillen, gab es aber auch solche aus Metall (Kupfer, Silber, vergoldet). Die Stiele kamen in gerader oder gebogener Form vor. Die Linsen waren Bi-Konvex und Plan-Konvex Gläser (Plus-Linsen), aus leicht grünlichem Waldglas oder mehr oder weniger hellem, meist unreinen rosa bis bräunlichem Bergkristall (Beryll) und wurden vor allem zum Lesen in der Nähe benutzt. Verwendet und auch gefertigt wurden sie wohl in ganz Europa in der Zeit vom 13. bis 15. Jahrhundert. Der direkte Nachfolger war die Bügelbrille im 15. Jahrhundert.

## Liste mit Erwähnungen und Darstellungen von Nietbrillen

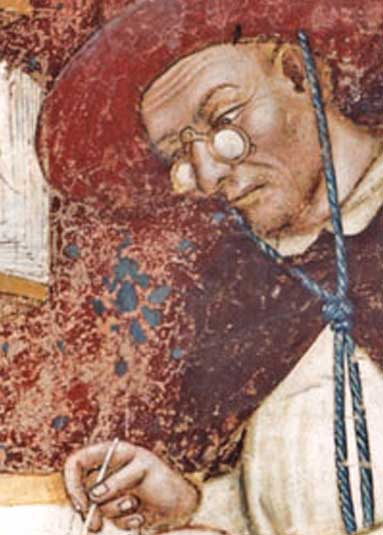
[Bild 1] 1352, Italien
1. Darstellung einer Brille

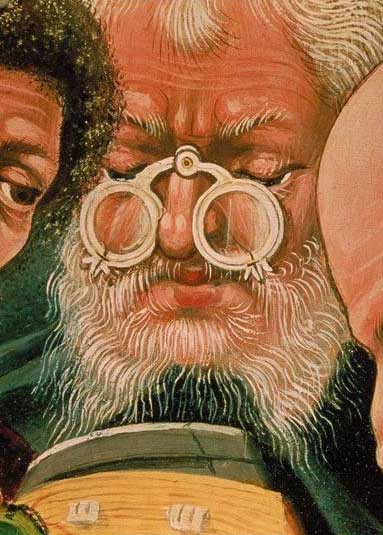
[Bild 2] 1439, Österreich
Lesender Apostel

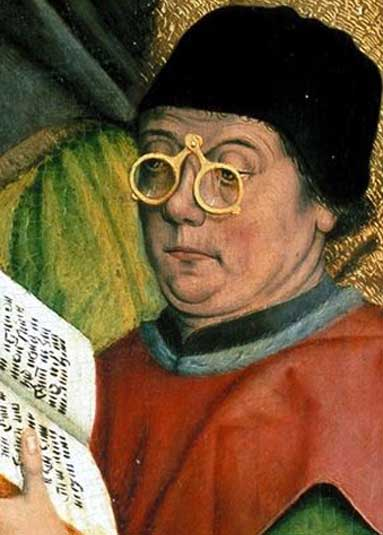
[Bild 3] 1462 Hochaltar St. Georg, Nördlingen

Auswahl. Viele der bildlichen Darstellungen, vor allem die biblischen, sind vorgreifende Anachronismen. Ebenso ist kein Bild bekannt, auf dem eine zur damaligen Zeit lebende Person sich mit Nietbrille porträtieren ließ.
- um 1285, Erwähnung in einer Predigt von Bruder Giordano da Rivalto (auch genannt Jordan of Pisa), 1305 in Florenz, von einer Brillenerfindung 20 Jahre zuvor durch einen ihm Bekannten. 1
- 1289, Sandra di Popozo schrieb in dem Florentiner Manuskript „Traite de con uite de la famille“ von seinen vom Alter geschwächten Augen und dem Vorteil, dass vor Kurzem die Brille erfunden wurde. 1
- um 1290, In der „Chronica antiqua“ des Klosters St. Caterina in Pisa (geschrieben im 14. Jh.) wird der italienische Dominikanermönch Alessandro della Spina (✝︎1313) unter anderem als Brillen Erbauer postum geehrt. Er soll zwei kleine Lupen in einen Holzrahmen gesteckt und so eine tragbare Brille gebaut haben, die er nicht nur für sich, sondern auch anderen (Mönchen) zugänglich gemacht hat. Es wird allerdings auch erwähnt, dass er die Idee bei einem anderen, nicht namentlich genannten, zuvor gesehen und abgeschaut hatte. 1
- um 1340, älteste vollständig erhaltene Brille. Nonnenkloster zu Wienhausen bei Celle. Nietbrillen Funde aus Holz, zwei komplette und div. Bruchstücke, die auf vor Mitte des 14. Jh. datiert werden.[2]
- vor 1350, Freiburger Kloster Funde, Holz-Nietbrillen von wahrscheinlich 1278 bis ~1350.[3]
- 1352, 1. bekannte Darstellung einer Brille. Fresko mit Nietbrille tragendem Kardinal Hugo von Provence (gest. 1263). Treviso, Italien. [Bild 1]
- 1370–72, Der „Altar von Schloss Tirol“ bei Meran / Italien. Flügelaltar. Am Fußende des Sterbebettes Marias, liest der Apostel St. Lucas mit Nietbrille aus einem Buch, Kurze Stiele.[4]
- um 1380, In einer noch handgeschriebenen Bibel ist im Buch Lukas eine Nietbrille zu entdecken. Sie ist Teil eines Initial, einem großen grafisch ausgeschmückten „D“ eines Satzanfanges, lange Stiele mit gerader Form.[5]
- 1403, 1. Darstellung nördlich der Alpen. Altarbild, Apostel, Conrad von Soest, Bad Wildungen [siehe Titelbild].
- 1425, 1. bekannte Darstellung einer Brille auf Glas. Glasfenster zeigt den Apostel Petrus mit Nietbrille, Ulmer Münster.[6]
- 1439, 1. bekannte Darstellung einer Brille in Österreich. Seitlich am Sterbebett Marias liest der Hl. Lukas mit Nietbrille aus einem Buch. Gebogene Stiele. Klosterneuburg bei Wien. [Bild 2]
- 1440, Nietbrille aus Rinderlangknochen, ohne Gläser, Fund in London (Trig Lane). Aufgrund dem Fundort lässt sich die Brille sehr genau auf die Zeit 1440 und wenige Jahre danach einordnen.
- 1462 Friedrich Herlin, „12 jähriger Jesus“, Hochaltar ev. Stadtpfarrkirche Nördlingen, gerade Stiele und heller Rahmen. [Bild 3]
- 1466 Friedrich Herlin, Zwölf-Apostel-Hochaltar, Jakobskirche in Rothenburg ob der Tauber. Zwei Darstellungen in zwei Einzelbildern. Petrus lesend und Arzt bei Beschneidung Christi. Beide mit geraden Stielen und hellem Rahmen.[7]
- 1471-1481. Michael Pacher, Flügelaltar St. Wolfgang. Seitlich am Sterbebett Marias, liest der Apostel Lukas mit Nietbrille aus einem Buch, gebogene Stiele[8]. Auf der Rückseite ein weiterer Apostel mit Nietbrille[9].
- um 1475, Florentiner Kupferstich mit Nietbrillendarstellung „Das Martyrium des Simon von Trient“, bogenförmige Form.
- 1475, 1. gedruckte Darstellung einer Brille in einer Enzyklopädie „Rudimentum Novitiorum“, Lübeck. Das Bild zeigt einen Mönch mit Nietbrille (nur halb zu erkennen).[10]
- 1491–92, „Die Dormition der Jungfrau“, Hans Holbein der Ältere (1465–1524). Am Fußende des Sterbebettes Marias, ein Apostel (St. Lukas) mit Nietbrille liest aus einem Buch, gerade Stiele.
- 1493, 1. gedruckte Darstellung einer kompletten Nietbrille in einem Buch, Schedelsche Weltchronik, Nürnberg. Nietbrille bogenförmige Form.[11]
- 1497, Hieronymus Brunschwig „Buch der Cirurgia“. Abbildung, lange Stiele mit gerader Form.[12]

## Bilder und sonstige Darstellungen von Nietbrillen

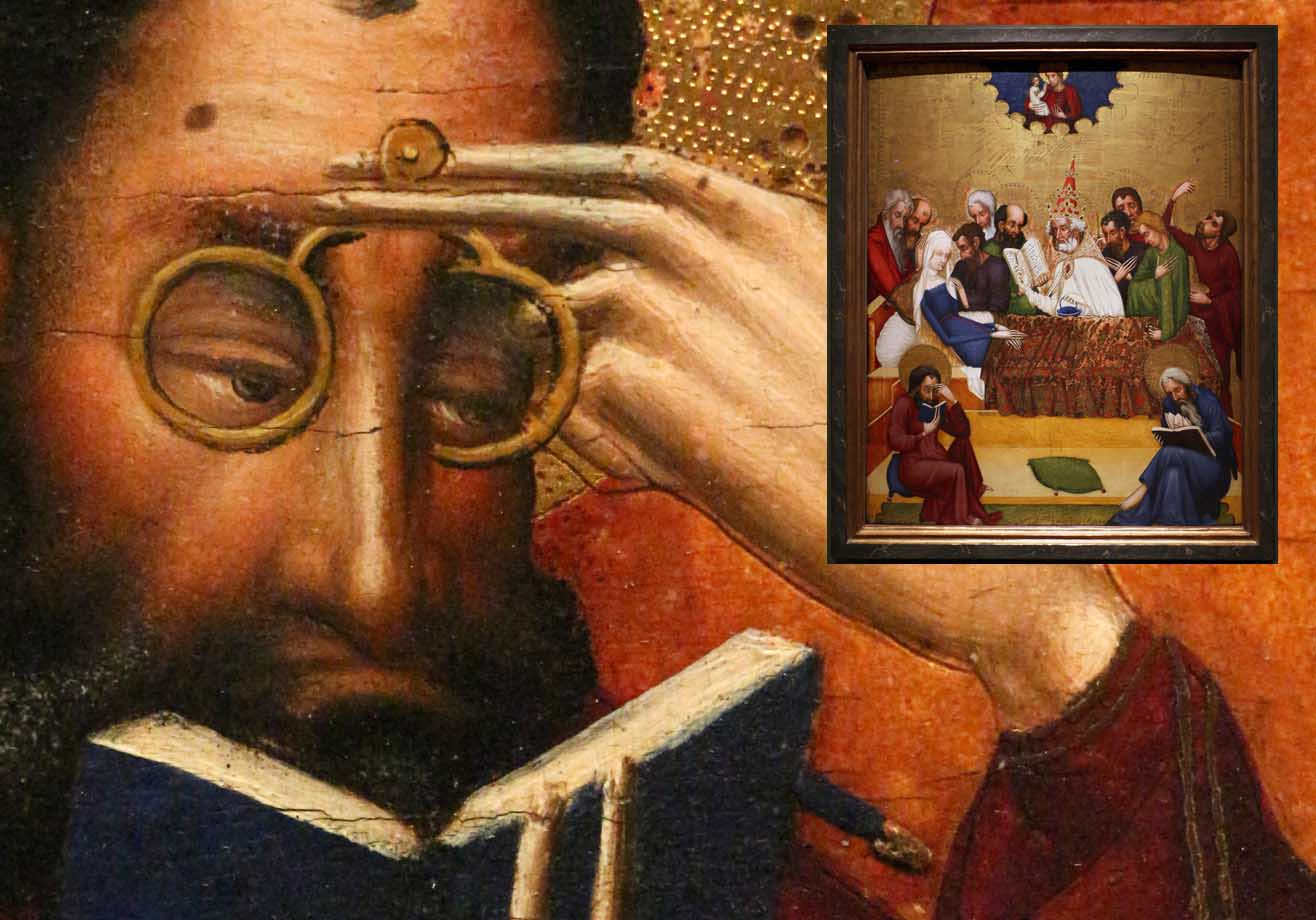
1400-1430 Eger (CZ), Tafelbild „Tod der Maria“ mit Nietbrille
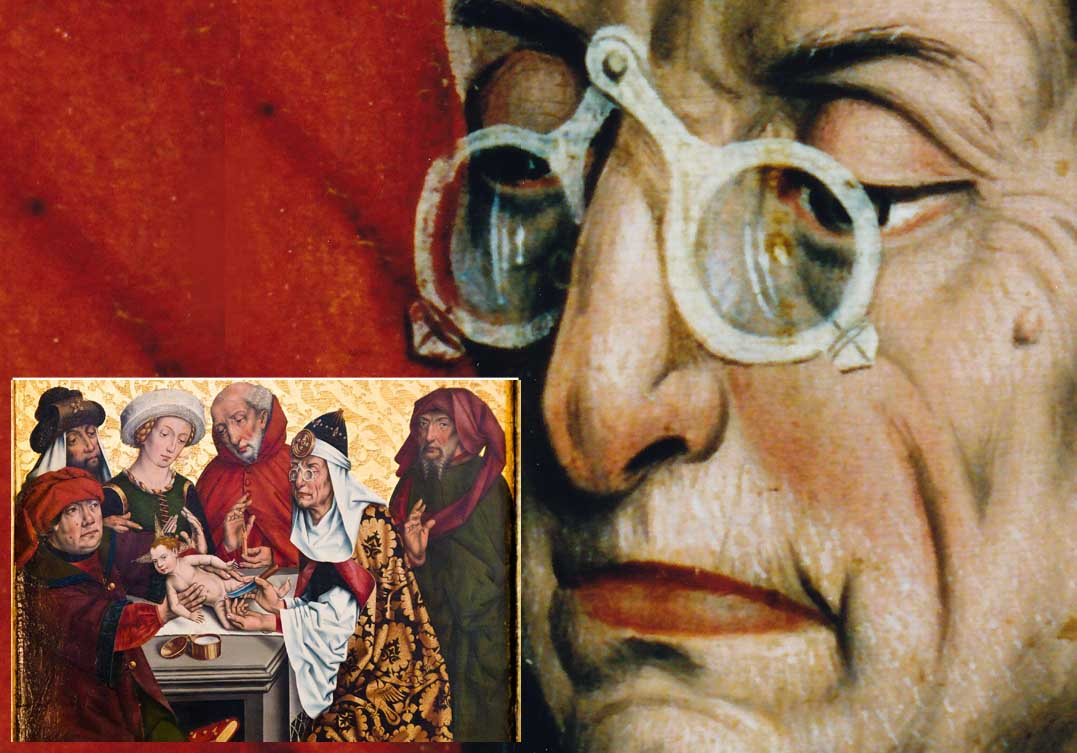
1466 Herlin-Altar, Jakobskirche in Rothenburg
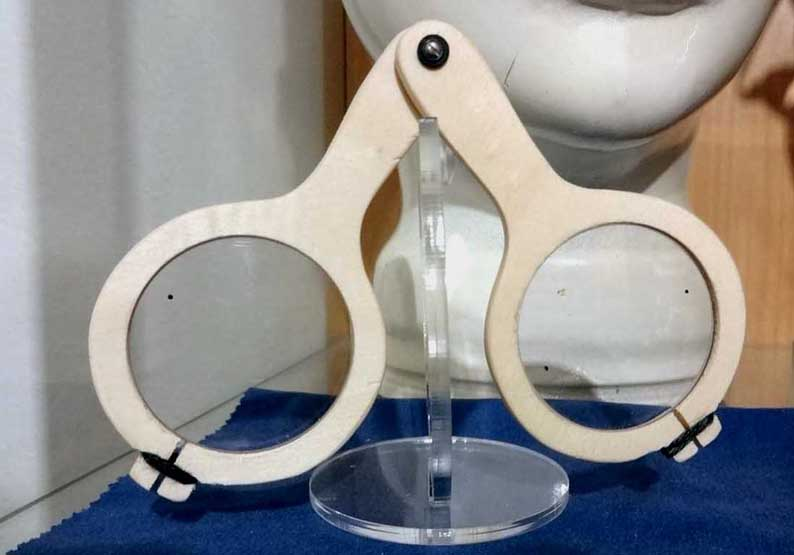
Nachbau, ähnlich der „Herlin“-Nietbrille mit geraden Stielen
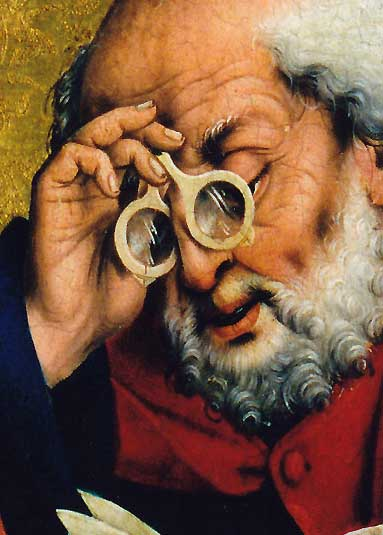
1466 Herlin-Altar, Rothenburg
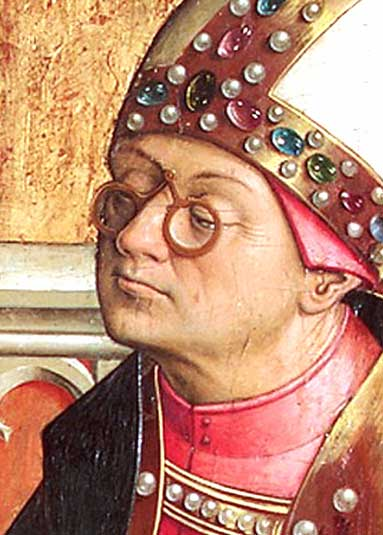
1498, Hl. Augustinus
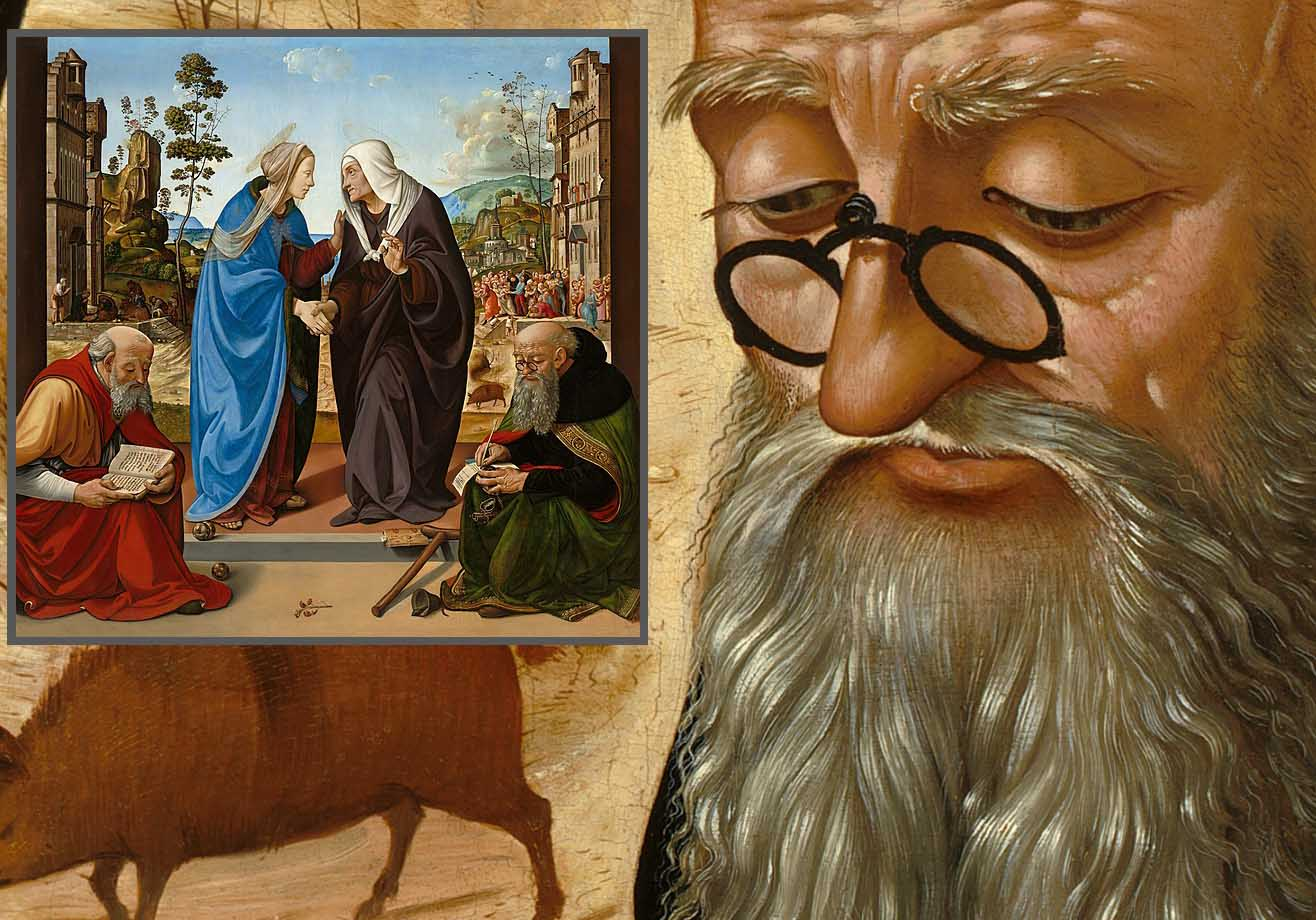
1490 Florenz, Altarbild mit Nietbrille
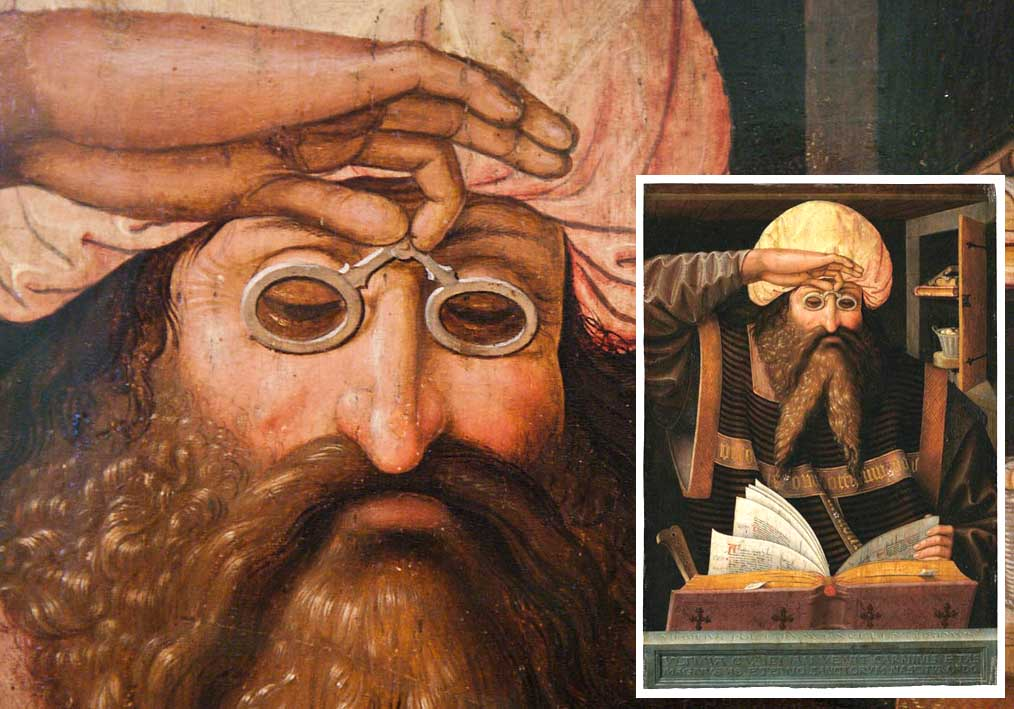
Um 1538, Der Dichter Vergil, von Ludger tom Ring d. Ä. (1496–1547)
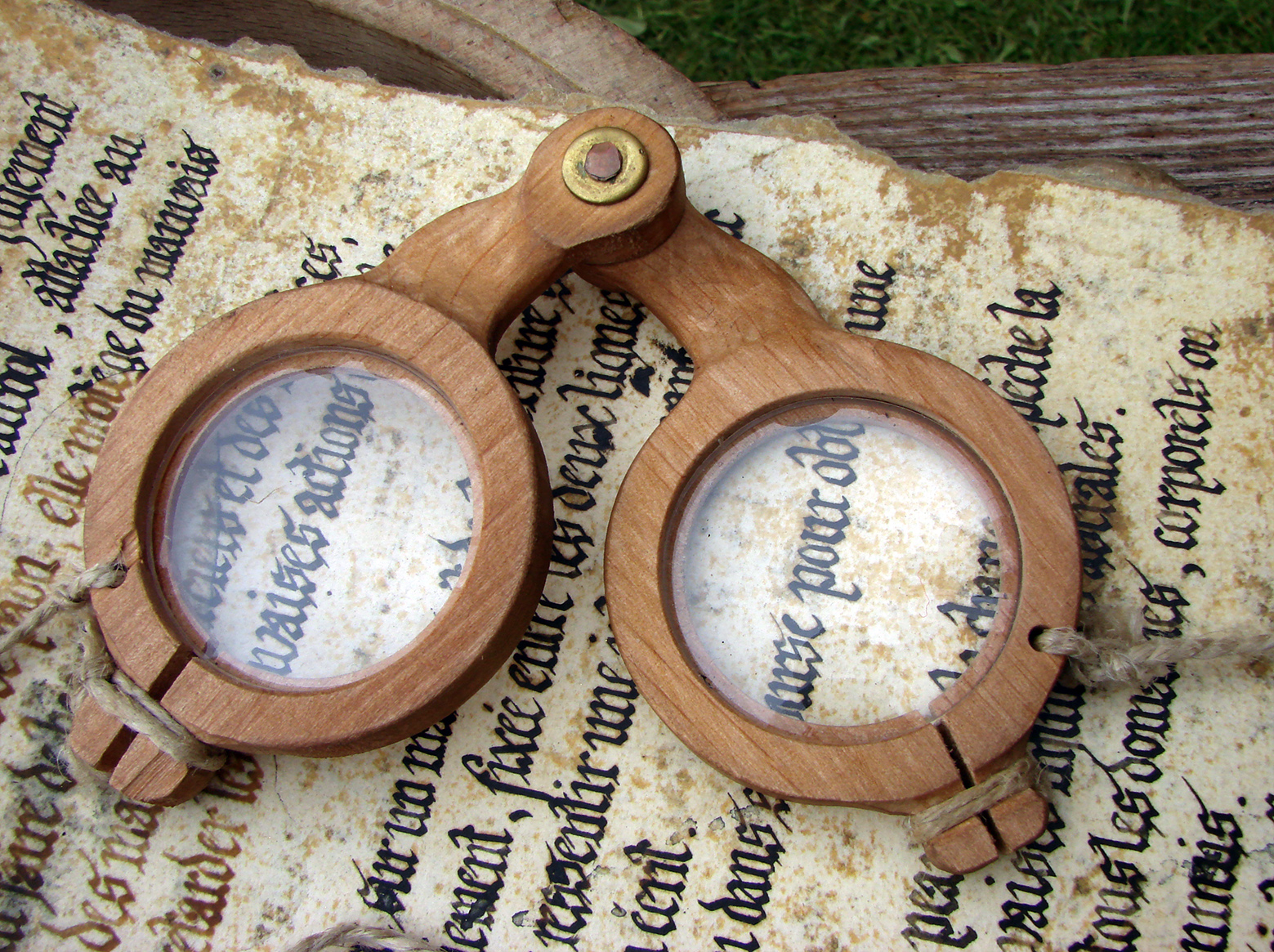
Nachbau aus Holz (Faden und Löcher sind historisch nicht korrekt)

### Lochbrille
Womöglich die älteste Darstellung einer Lochbrille (Sehen nur mit den der optischen Achse nahen Brennpunktstrahlen). Auf einem Altarbild Mariä Himmelfahrt (Spanien), ist eine Nietbrille mit je einem Loch in zwei undurchsichtigen Scheiben zu sehen. Hier dürfte es sich um eine Lochbrille handeln, mit der vor allem stark kurzsichtige Personen ein Stück weit besser sehen können. Einzige Möglichkeit für Myope, bevor man um 1460 das konkave Brillenglas erfunden hatte. Die gleiche Funktion könnten die „Zierlöcher“ im Stiel diverser Nietbrillen gehabt haben.

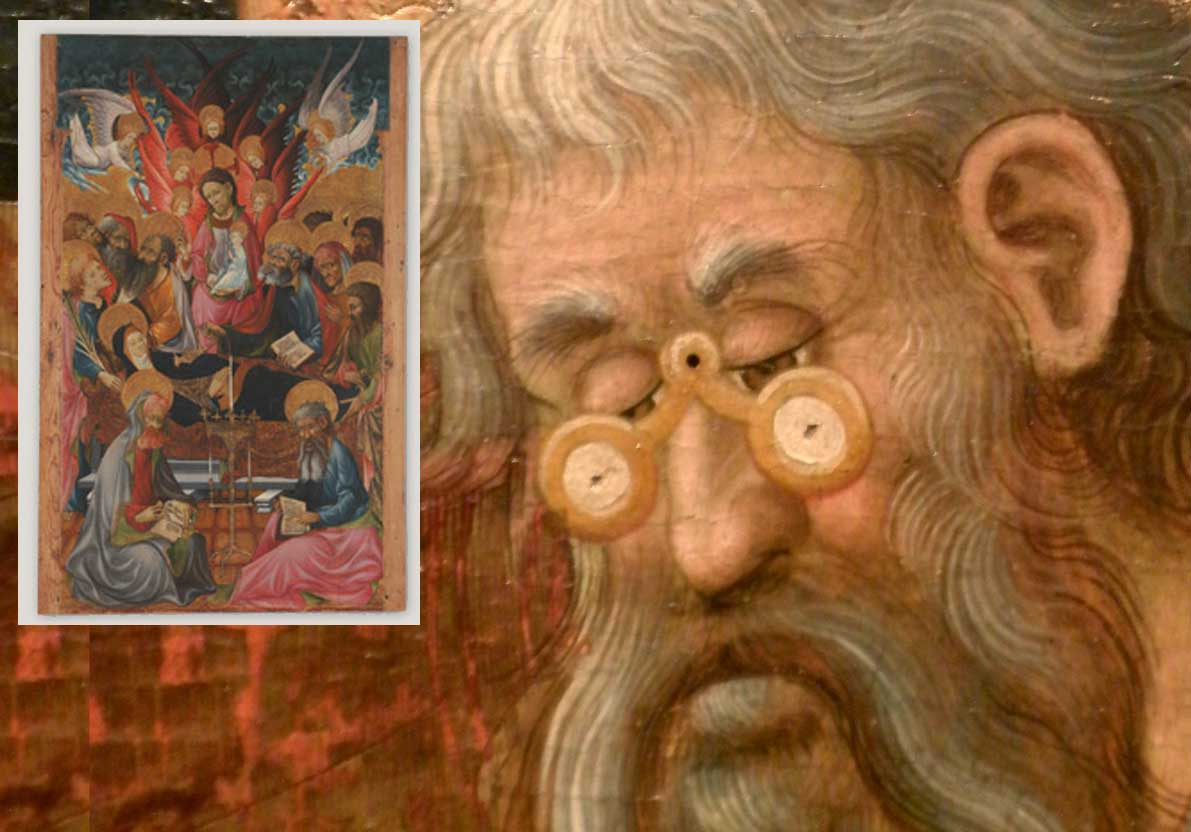
Um 1420 Nietbrille, Altarbild Maria Himmelfahrt, Barcelona
Zeichnung mit den englischen Begriffen

## Gelenkbrille (auch Scharnierbrille)
Nachdem die Nietbrille bereits durch diverse Varianten der starren Klemmbrille (Bügelbrille, Schlitzbrille, Klemm-, Klamm-, Federparille) ersetzt war, kam Mitte des 16. Jh. eine verbesserte und elegantere Version der Nietbrille erneut in Mode, die bis ins 18. Jh. benutzt wurde. In der Regel war die Gelenkbrille (auch Scharnierbrille genannt) aus Metall, oft auch mit zusätzlicher Vergoldung oder in Silber gefertigt. Oft auch mit Hornrändern, die durch einen Klappmechanismus aus Metall verbunden waren.

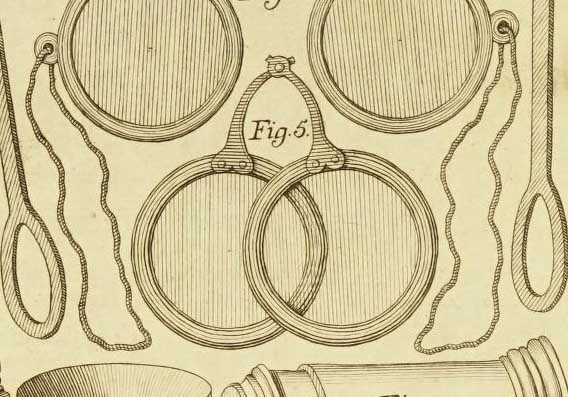
1763 Spanien, aus Erklärbuch über Alltagsgegenstände
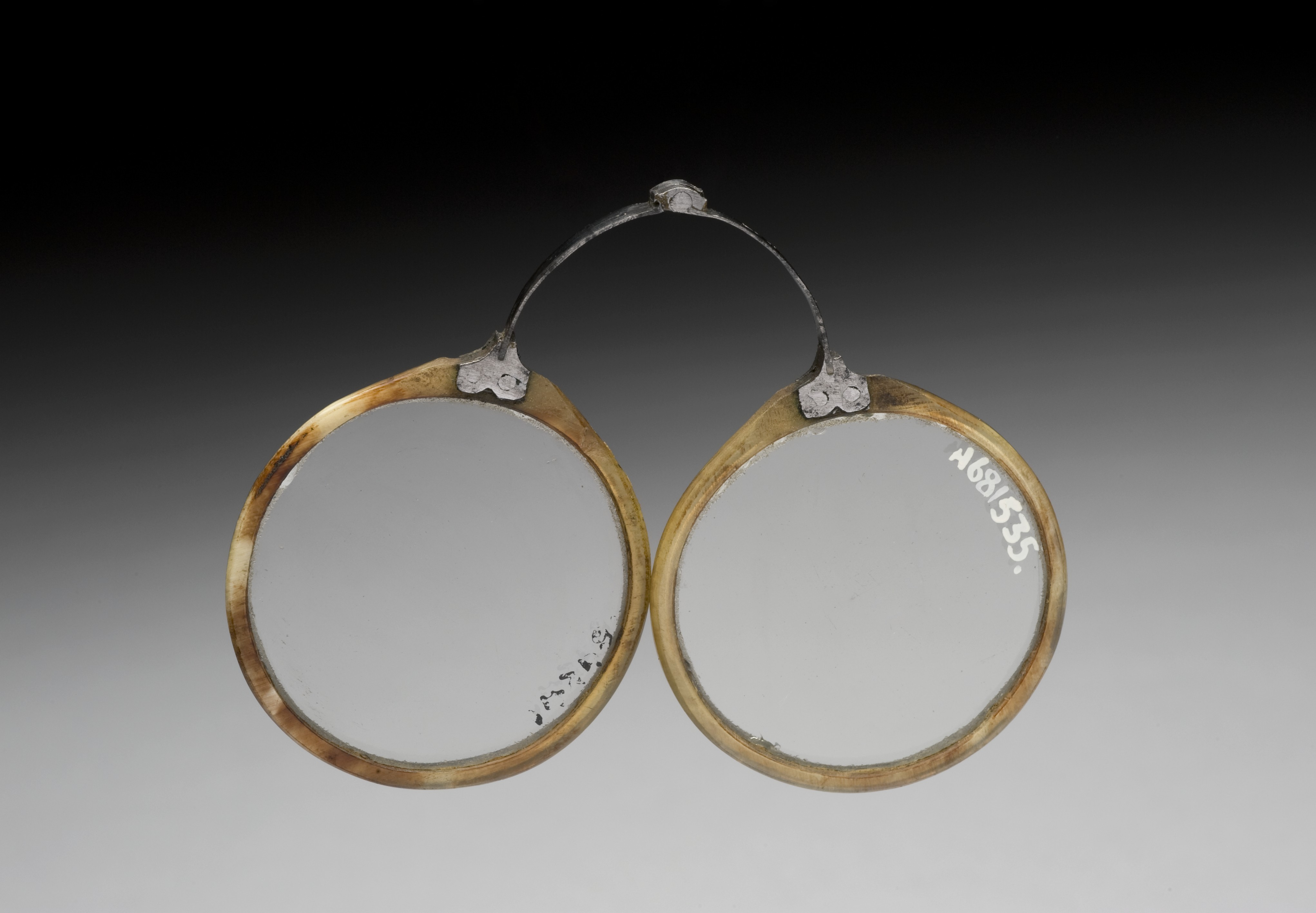
Gelenkbrille, England, 1650-1750
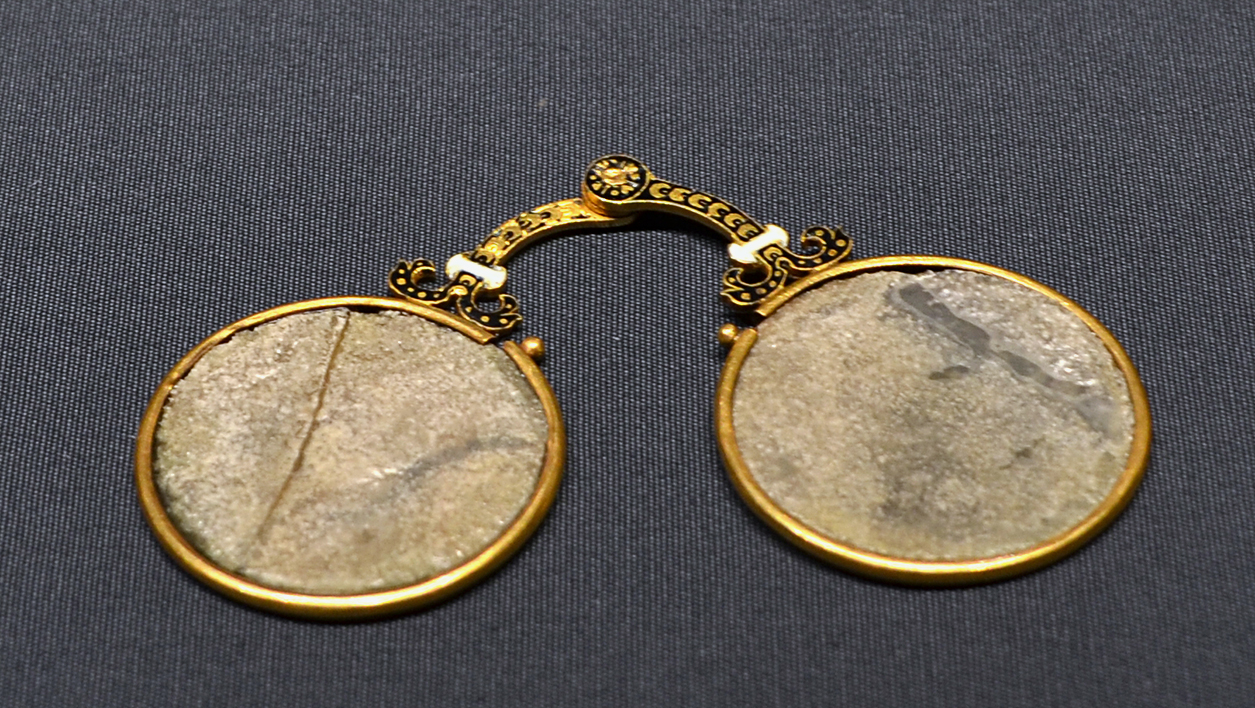
Paris, 3. Viertel des 16. Jahrhunderts. Gold, Emaille, Glas

Von Vorteil war wohl, bei einer gewissen Eitelkeit der Benutzer, das kurzfristige Hindurchsehen und anschließendes Zusammenklappen zum Verbergen. Nachfolger dieser Brillenart war, neben der Scherenbrille, das Lorgnette mit kurzem seitlichem Stiel.

## Scherenbrille
Obwohl es bereits verschiedene Arten von Nasenklemmern und auch die Ohrenbrille mit festem Sitz am Kopf gab, kam mit der Scherenbrille (auch Gabelbrille genannt) ab Mitte des 18. Jh. eine neue Brillenform zum manuellen Vorhalten in Mode.
Scherenbrille bezeichnete alle Brillen, bei denen die Stiele der gefassten Gläser die Nase umgreifen, nach unten konvergieren und sich unter der Nase zu einem Griff vereinigen. Die Scherenbrille hielt man, im Gegensatz zur Nietbrille, dementsprechend von unten vor die Augen. Eine beliebte Variante der Scherenbrille hatte ein integriertes Etui als Haltegriff. Vorgänger war, genau genommen, die aus dem 14. Jh. bekannte Nietbrille. Anfang des 19. Jh. kam mit dem Lorgnon bereits ein Nachfolger.

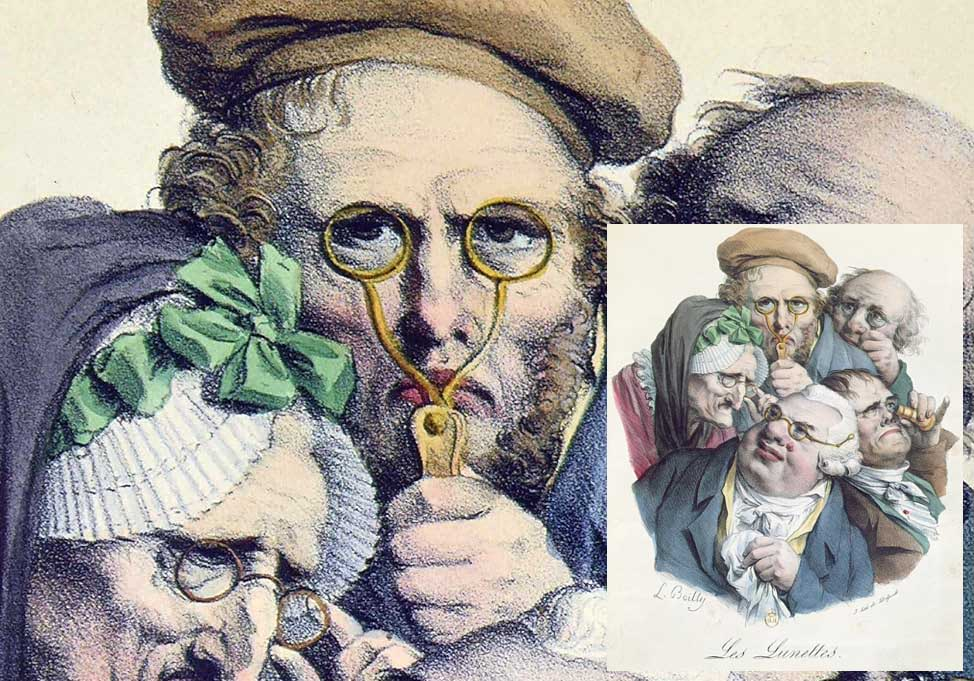
Um 1820, Karikatur „Les Lunettes“, Scherenbrille mit Etuigriff
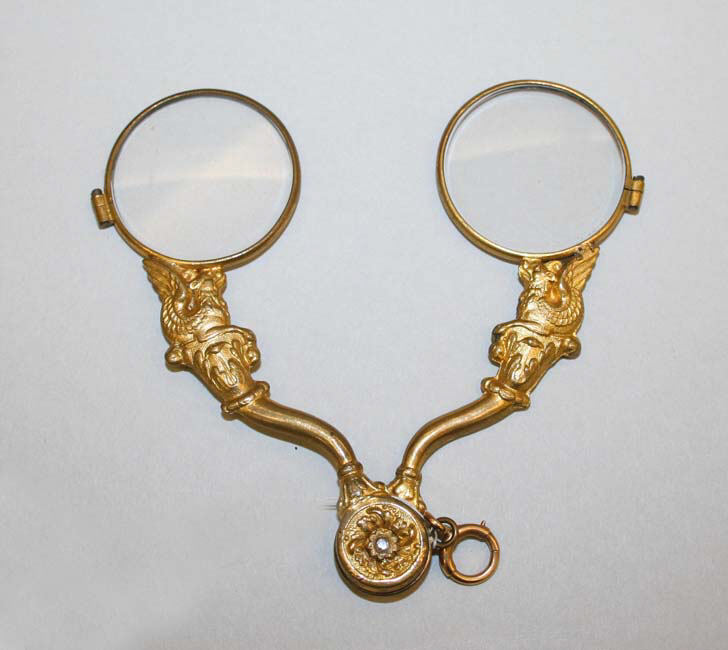
Französische Scherenbrille im Empire-Stil um 1805
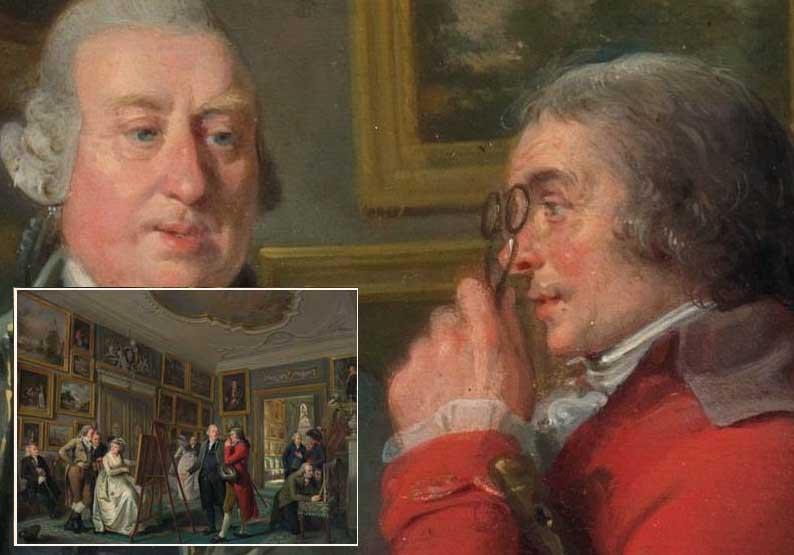
1794 Amsterdam, seltene Darstellung einer Scherenbrillennutzung
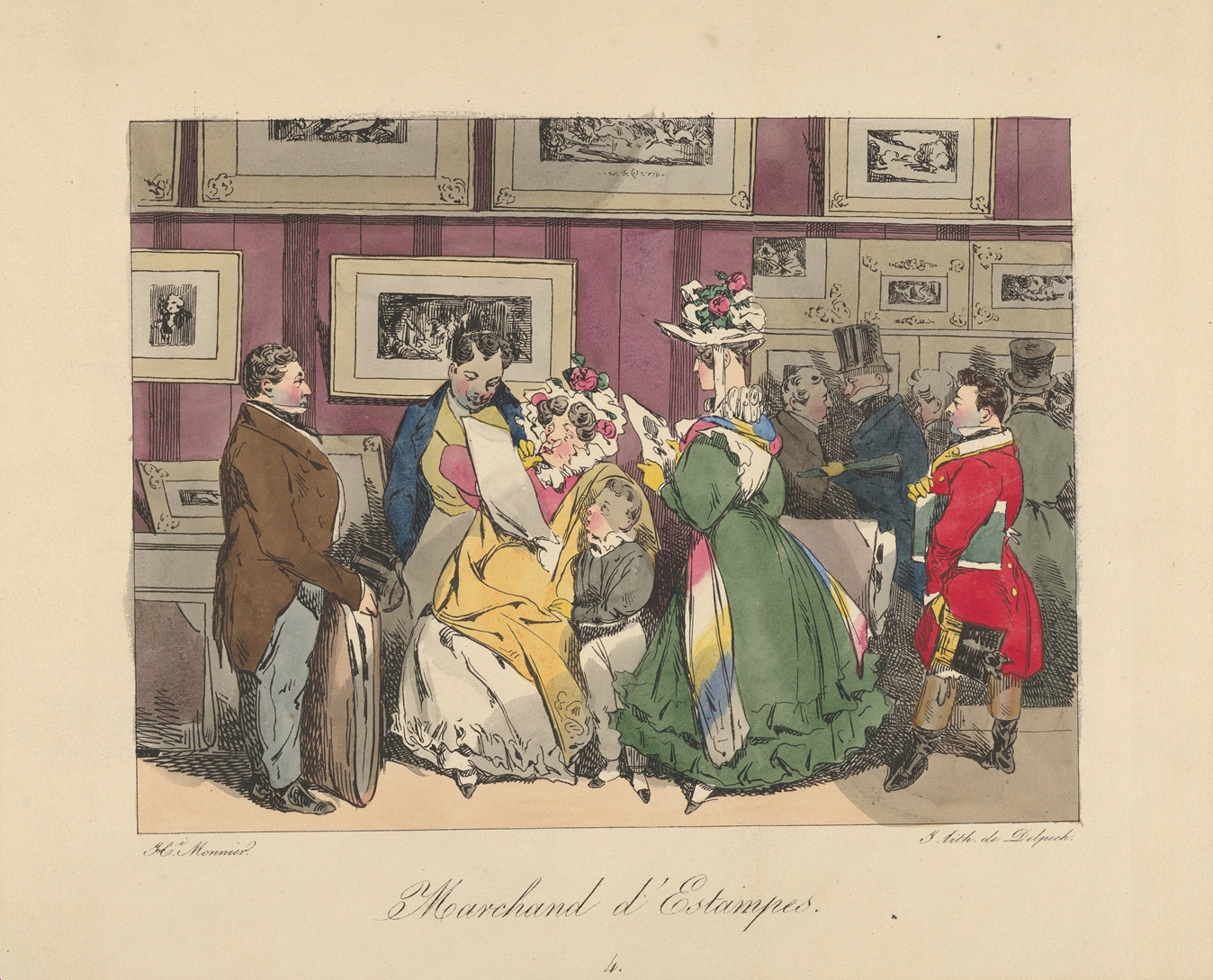
1820–30, Frankreich, „Print Dealer“, Dame mit Scherenbrille

Scherenbrillen wurden erstmals um 1750 in Deutschland hergestellt. Der deutsche Optikus Samuel Gottlieb Hoffmann (1726–1801) aus Leipzig bewarb und verkaufte diverse Scherenbrillengestelle. Im Jahr 1780 beantragte und erhielt der englische Optiker George Adams aus London ein Patent für eine Scherenbrille. Scherenbrillen waren besonders in Frankreich, aber auch in Deutschland, Niederlande und England sehr beliebt. Auf Grund vieler erhaltener Exemplare waren Scherenbrillen weit verbreitet, aber von ihren damaligen Nutzern, sicher aus Eitelkeit, eher im Verborgenen genutzt. Überliefert ist, dass Johann Wolfgang von Goethe, Christoph Martin Wieland und auch Jérôme Bonaparte Scherenbrillen besaßen.

### Die Scherenbrille als Modeaccessoires

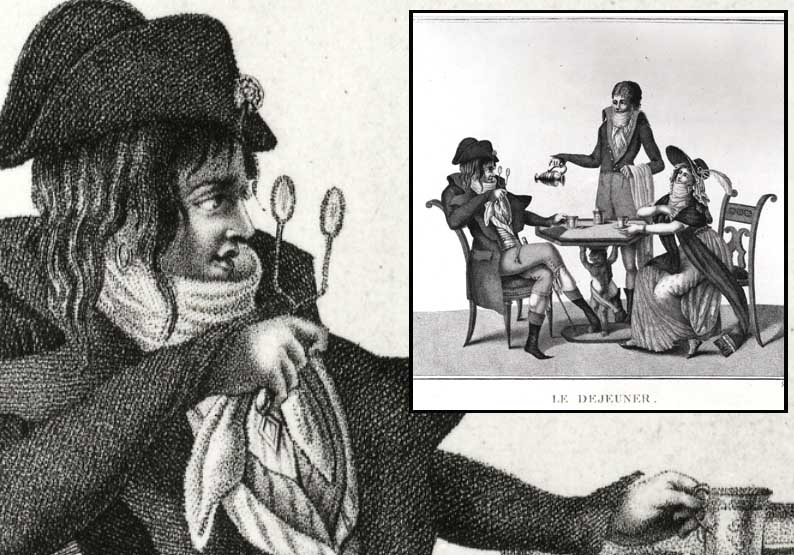
Das Binocle d'Incroyable der Incroyablen bzw. Merveilleusen

Nachdem man während der Französischen Revolution den Adel zur Guillotine geführt hatte, kopierte vor allem die Jugend in Paris deren Stil und dekadente Lebensart (ab etwa 1794). Sie nannten sich Incroyable bzw. Merveilleuse oder Jeunesse dorée und rebellierten gegen den blutigen Teil der Revolution. Ein wichtiges Requisit war dabei, neben gestielten Eingläsern, die Scherenbrille, das 'Binocle d'Incroyable', die dadurch eine recht große Beliebtheit in Frankreich erfuhr. Die Brille war somit nicht mehr nur eine Prothese für eine Unzulänglichkeit (Sehschwäche), sondern auch ein, zumindest in Frankreich, offen genutztes Modeaccessoires.

### Scherenbrillen nennt man
- in England: „scissors glasses“ = Scheren-Brille
- in den Niederlanden: „schaarbrillen“ = Scheren-Brille
- in Frankreich: „Binocles-Ciseaux“ = Scheren-Brille, auch als „besicles clouantes“ (Nietbrille) bezeichnet
- in Katalonien (Spanien): „Ulleres de tisora“ = Scheren-Brille